# تورونتو بلو جايز
فريق تورونتو بلو جايز (بالإنجليزية: Toronto Blue Jays)‏ هو فريق كرة قاعدة كندي مقره في مدينة تورونتو في مقاطعة أونتاريو. وينافس في دوري كرة القاعدة الرئيسي (م ل ب) في القسم الشرقي من الدوري الأمريكي. ويلعب الفريق المباريات على أرضه في ملعب مركز روجرز.
إطلق اسم «بلو جايز» نسبة إلى طائر القيق الأزرق (بالإنجليزية: Blue jay)‏، والأزرق هو أيضًا اللون التقليدي لاثنين من الفرق لألعاب رياضية أخرى في تورنتو ميبل ليفس في لعبة هوكي الجليد والأرجونوتس في لعبة كرة القدم الكندية. ويلقب الفريق بالعامية بـ «جايز».
تأسس النادي في تورنتو في عام 1977. والفريق هو ثاني ملكية بعد فريق منتريال أكسبوز والوحيد حاليا يشارك في دوري كرة القاعدة الرئيسي من خارج الولايات المتحدة الأمريكية.
في أواخر السبعينيات وأوائل الثمانينيات من القرن الماضي، عانى فريق بلو جايز كثيرا في البطولات وكان غالبًا ما يحتل المركز الأخير في الدوري. وخرج الفريق من سلسلة الخسائر في عام 1983، وبعد ذلك بعامين، أصبحوا أبطال القسم الشرقي من الدوري الأمريكي. واستمر ذلك خلال الفترة من 1985 إلى 1993 حيث انتصر الفريق وحقق خمسة بطولات في تسعة مواسم في القسم الشرقي منها ثلاث مرات متتالية من 1991 إلى 1993. خلال تلك الفترة أحرز الفريق بطولة العالم على التوالي في عامي 1992 و 1993.